# Station Tain
Station Tain (Engels: Tain railway station) is het spoorwegstation van de Schotse plaats Tain. Het station ligt aan de Far North Line en is geopend in 1874.

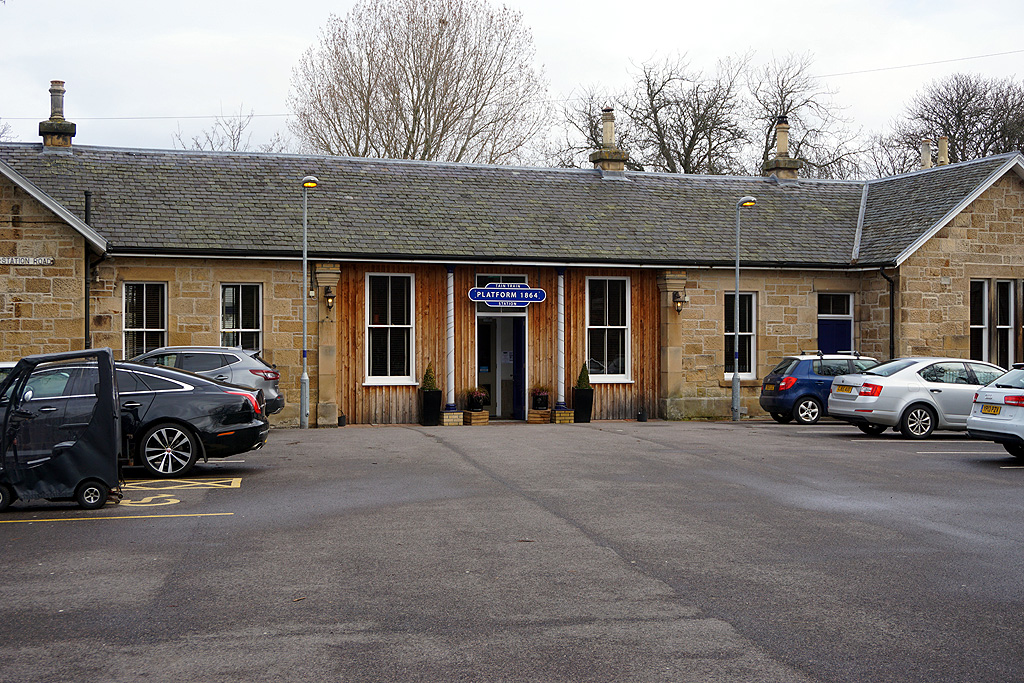
Voormalig stationsgebouw, horeca geheten "Platform 1854"